# Nephelistis perfurva
Nephelistis perfurva là một loài bướm đêm trong họ Noctuidae.